# Dracoderes orientalis
Dracoderes orientalis is een soort in de taxonomische indeling van de stekelwormen.
De diersoort behoort tot het geslacht Dracoderes en behoort tot de familie Dracoderidae. De wetenschappelijke naam van de soort werd voor het eerst geldig gepubliceerd in 1999 door Adrianov.